# Giuseppe Olivi (podestà)
Giuseppe Olivi (Treviso, 7 gennaio 1788 – Pieve di Soligo, 12 marzo 1861) è stato un politico italiano, podestà di Treviso dal 1847 al 1852.
Visse la tragedia del 1848 arringando la folla dal pronao del Duomo, proclamando la liberazione di Treviso dagli austriaci, e, come autorevole presidente del successivo Governo provvisorio, trattò poi la resa evitando che la città fosse messa a ferro e fuoco. 
Per questo fu salutato dai suoi concittadini “Padre della Patria”. Inoltre, applicando originali sistemi da lui ideati, fu anche il pioniere della coltura bacologica e delle industrie seriche che rappresentarono, fino all'inizio della seconda guerra mondiale, la principale ricchezza della Provincia. I suoi figli, tutti valorosi patrioti del Risorgimento, parteciparono alla difesa di Venezia col Manin e uno di loro, Antonio Olivi giovane ufficiale, morì durante la battaglia della Sortita di Mestre del 27 ottobre 1848. A questi è intitolata una via di Mestre.
Giuseppe Olivi viene ricordato in una lapide posta nell'androne di Ca' Sugana, sede del municipio di Treviso.